# Matrice di Hankel
Nell'algebra lineare, una matrice di Hankel è una matrice quadrata con diagonali (a pendenza positiva) costanti, ad esempio;
{\displaystyle {\begin{bmatrix}a&b&c&d&e\\b&c&d&e&f\\c&d&e&f&g\\d&e&f&g&h\\e&f&g&h&i\\\end{bmatrix}}}
In termini matematici:
{\displaystyle a_{i,j}=a_{i-1,j+1}}
La matrice di Hankel è strettamente connessa alla matrice di Toeplitz: infatti si può ottenere invertendo l'ordine delle sue righe o invertendo l'ordine delle sue colonne.
Un operatore di Hankel su uno spazio di Hilbert è un operatore rappresentato in una base ortonormale da una matrice di Hankel di dimensione infinita  {\displaystyle (a_{i,j})_{i,j\geq 0}},  dove  {\displaystyle a_{i,j}}  dipende solo da  {\displaystyle i+j}. 
La matrice di Hankel prende il nome dal matematico tedesco Hermann Hankel (1839-1873).

## Trasformata di Hankel
La trasformata di Hankel è il nome che spesso viene dato alla trasformazione di una sequenza, dove la sequenza trasformata corrisponde al determinante della matrice di Hankel, cioè la sequenza  {\displaystyle \{h_{n}\}}  è la trasformata di Hankel della sequenza {\displaystyle \{b_{n}\}}  dove
{\displaystyle h_{n}=\det(b_{i+j})_{0\leq i,j\leq n}}
Ora,  {\displaystyle a_{i,j}=b_{i+j}}  è la matrice di Hankel della sequenza  {\displaystyle \{b_{n}\}}.  La trasformata di Hankel è invariante rispetto alla trasformata binomiale di una sequenza.  Cioè, se si scrive
{\displaystyle c_{n}=\sum _{k=0}^{n}{n \choose k}b_{k}}
come trasformata binomiale della sequenza  {\displaystyle \{b_{n}\}},  allora risulta
{\displaystyle \det(b_{i+j})_{0\leq i,j\leq n}=\det(c_{i+j})_{0\leq i,j\leq n}}

## Matrici di Hankel per sistemi di identificazione
Le matrici di Hankel vengono formate quando, nota una sequenza di dati in uscita, si richiede la realizzazione di un sottostante spazio-condizione o di un modello di Markov nascosto. La scomposizione a singolo valore della Matrice di Hankel fornisce un mezzo per il calcolo delle matrici  {\displaystyle A},   {\displaystyle B}   e  {\displaystyle C},   che definiscono la realizzazione dello stato.